# 글리제 176 b

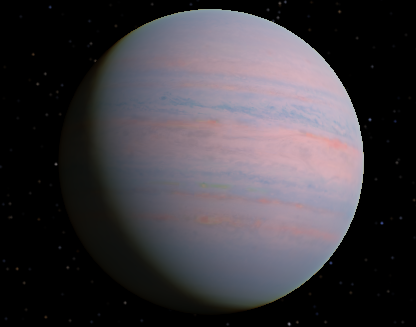

글리제 176 b는 황소자리 방향으로 지구로부터 약 31광년 떨어진 곳에 있는 외계 행성이다. b는 어머니 항성 글리제 176에 매우 가까이 붙어 돌고 있다.
초기 발표에서는 행성의 주기성을 항성 활동 주기 40일과 혼동하여, 이 행성의 질량은 지구의 25배, 공전 주기를 10.24일로 잘못 계산했다. 이후 연구를 통해 항성의 자전 효과를 빼서 보다 정확한 공전 주기 및 최소 질량을 구했다.
행성은 항성의 안쪽 자기장 속을 공전하고 있다. ‘열적 평형’을 가정한 행성의 표면 온도는 450 켈빈이다.
행성 내부는 대부분 암석 핵으로 이루어져 있으리라 생각되나 만약 행성 궤도경사각 값이 특이하게 나올 경우 질량은 올라갈 것이며, 이 경우 천왕성이나 글리제 436 b처럼 가스층 대기로 둘러싸인 모습일 것이다.